# Xen (virtuális gép)
A Xen egy natív hypervisor, amely több operációs rendszer számára teszi lehetővé, hogy ugyanazon a hardveren egyidejűleg működjenek. A Xen szabad szoftver és GPL licenc alatt érhető el, jelenleg IA-32, x86-64 és ARM processzorokon.
A Cambridge-i Egyetem számítógépes laboratóriuma fejlesztette ki a Xen első verzióját.

## Története
A Xen fejlesztése a Cambridge-i Egyetemen kezdődött egy kutatási projektként. Simon Crosby és Ian Pratt vezette, ekkor mindketten az egyetem oktatói voltak, később a XenSource alapítói lettek. Az első publikus kiadás 2003-ban jelent meg.
A Xen-hez eredetileg a XenSource adott terméktámogatást, majd a cég 2007-es felvásárlása után a Citrix.
2007 októberében a Citrix befejezte a XensSource felvásárlását és a Xen projekt a xen.org-ra költözött. Bejelentették a Xen tanácsadó testületet, amelynek tagjait a Citrix, az IBM, az Intel, a Hewlett-Packard, a Novell, a Red Hat, a Sun és az Oracle delegálták. Ez a testület tanácsokat ad a Xen project vezetőjének és felelős a Xen márkanévért, amelyet a Citrix minden projektnek és vállalatnak, amelyek a Xen hypervisoron dolgoznak.

## Architektúra
A Xen magasabb privilégiumú szinten fut, mint bármely más szoftver. A hypervisor feladata a CPU-idő és a memória kiosztása a virtuális gépek között, ezen kívül a legmagasabb privilégiumú domain (a "dom0") elindítása – ez az egyetlen domain, amelynek közvetlen hozzáférése van a hardverhez. A dom0-ból lehet kezelni a hypervisort és privilégiumokkal nem rendelkező virtuális gépeket ("domU") lehet indítani.
A dom0 általában egy Linux vagy egy BSD. A felhasználói virtuális gépek lehetnek tradicionális operációs rendszerek, mint pl. Microsoft Windows.

## Használata

### Szolgáltatások
Közismert felhő alapú vagy virtuális szerver szolgáltatások, amelyek Xen-t használnak:
- Az Amazon Web Services EC2 szolgáltatása
- IBM SoftLayer
- Linode
- Rackspace Cloud

### Xen a Linux disztribúciókban
A Linux kernel 3.0-s verziója óta a Xen Dom0 és DomU a kernel disztribúció része.

## Technológia

### Paravirtualizáció módosított vendég operációs rendszerekkel
A Xen támogatja a paravirtualizációt. Ebben az esetben a vendég rendszerek egy módosított operációs rendszert futtatnak.

### Hardveresen támogatott virtualizáció
Azokon a processzorokon, amelyek támogatást adnak a virtualizációhoz lehetséges nem módosított operációs rendszereket is futtatni például Microsoft Windows-t. Ezt általában hardveresen támogatott virtualizációnak nevezik, a Xen hardver virtuális gépnek (HVM - hardware virtual machine) nevezi.

### Virtuális gép migráció
A Xen virtuális gépeket át lehet mozgatni egyik fizikai számítógépről egy másikra hálózaton keresztül az elérhetőség szüneteltetése nélkül. Ez alatt a virtuális gép memóriája átmásolódik a cél számítógépre, a virtuális gép futtatásának felfüggesztése nélkül. A folyamat végén egy 60-300 ms hosszú leállásra van szükség, ezalatt egy utolsó szinkronizációt hajt végre a gép memóriáján és állapotán, majd a célgépen indul újra.

### Skálázhatóság
A Xen képes kezelni a x86-os fizikai gépen maximum 4095 CPU-t és 16 TB memóriát. A hardveresen segített virtuális gépeken 512 virtuális CPU-t és 512 GB memóriát, a paravirtuális gépeken pedig maximum 256 virtuális CPU-t és 1 TB memóriát.